# Вёрштадт
Вёрштадт (нем. Wörrstadt) — город в Германии, в земле Рейнланд-Пфальц. Получил свой статус 4 сентября 2009 года.
Входит в состав района Альцай-Вормс. Подчиняется управлению Вёррштадт. Население составляет 7635 человек (на 31 декабря 2009 года). Занимает площадь 16,75 км². Официальный код — 07 3 31 073.
Город подразделяется на 2 городских района.